# Shiraz (film)
Shiraz (Tedesco: Das Grabmal einer großen Liebe, inglese: Shiraz - A Romance of India by Niranjan Pal) è un film del 1928, diretto da Franz Osten, basato sul lavoro teatrale omonimo di Niranjan Pal. Si tratta del secondo film di una trilogia di Himanshu Rai che inizia con Prem Sanyas (1925) e termina con Prapancha Pash (1929). I tre film evocano temi indiani, e particolarmente religiosi: il primo narra dei primi passi di Gautama Buddha, l'ultimo fa riferimento all'induismo proponendo una variazione sul tema della partita a dadi giocata fra i Pandava e i Kaurava nel Mahābhārata. Shiraz, realizzato in uno stile orientalizzante, affonda le sue radici nell'India musulmana dell'impero Moghul e narra gli avvenimenti che hanno portato alla costruzione del Taj Mahal. Come Shahjahan (1924) o Mumtaz Mahal (1926), realizzati prima, e Shahjehan (1946) o Taj Mahal (1963), più recenti, Shiraz si allontana dalla realtà storica per proporre una narrazione immaginaria.

## Trama
India, prima metà del XVII secolo.
Una carovana si snoda lungo il deserto persiano, in direzione dell'impero Moghul, in India: fra le varie ricchezze che trasporta la più preziosa è una giovanissima principessa di sangue reale, di pochi anni di vita. La carovana viene attaccata dai predoni, che, impadronitisi dei tesori, non lasciano neppure nessun superstite, se non appunto la bambina. Poco tempo dopo il vasaio Hasan, diretto al suo villaggio di residenza, transitando presso il luogo dell'agguato, nota la piccola, evidentemente orfana, piangente in prossimità di una carrozza sfasciata, e la prende con sé, adottandola. Da allora diverrà la compagna di giochi e come la sorellina del figlio di Hasan, Shiraz, di poco più grande della bambina. Nulla sta a rivelare i nobili natali della principessina, se non, per chi avesse saputo interpretarlo, uno strano e prezioso amuleto che la bambina, ora chiamata Selima, aveva in collo.
Passa il tempo, e, da giovani adulti, il sentimento fraterno di Shiraz (che intanto ha intrapreso la professione del padre) per la sorella si è tramutato in una sorta di adorazione. Un giorno due mercanti di schiavi compaiono nel villaggio, e rapiscono Selima. Shiraz riesce a rintracciare la cittadina dove viene portata la sorella, che viene venduta al principe Khurram. Ma è troppo tardi: il giovane non riesce ad introdursi nella reggia, davanti alla quale sostano perpetuamente severissime guardie armate, per reclamare la sorella e far valere i propri motivi.  Non gli rimane che sostare a tempo indeterminato nella cittadina, facendosi assumere come apprendista ceramista presso un artigiano locale (che ne loda la sorprendente abilità), in attesa di un'occasione di penetrare nel palazzo reale.
L'occasione si presenta quando Shiraz riesce a contattare la giovane assistente personale di Dalia, una delle favorite dell'harem del principe, e che vorrebbe sposarlo esclusivamente per guadagnare potere: egli consegna alla ragazza un messaggio segreto per Selima. Dalia, che si è accorta della predilezione del principe per la nuova arrivata Selima, il che contrasta con il proprio piano di matrimonio di convenienza, coglie l'occasione per screditare Selima agli occhi di Khurram: farà entrare Shiraz nella reggia, falsificando uno dei lasciapassare emessi da suo padre, un importante generale della corte, e poi richiamerà il principe, che era appena partito per un viaggio a Delhi, in modo che scopra Selima e Shiraz in un abboccamento sconveniente.
E tutto si svolge secondo le macchinazioni di Dalia. Il principe Khurram intima a Shiraz di indicargli il nome di chi gli aveva fornito il lasciapassare. Shiraz si rifiuta, e viene condannato a morte: un elefante avrebbe dovuto calpestare il giovane. L'assistente di Dalia sta per cedere ai richiami della propria coscienza sporca, e minaccia di dire la verità al principe, per non essere macchiata della morte di un innocente. Dalia non trova di meglio da fare che avvelenarla. Ma, prima di morire, l'assistente fa in tempo a confessare tutta la verità a Khurram. La condanna a morte di Shiraz viene sospesa, e Dalia viene bandita dal regno. Il principe, che nel frattempo aveva sviluppato amore, ricambiato, verso Selima (che purtroppo non avrebbe potuto sposare, come intendeva, poiché destinato, secondo le antiche conuetudini, a prendere in moglie solo l'esponente di una famiglia reale) chiede coscienziosamente a Selima se per caso non amasse Shiraz. Selima risponde di aver amato Shiraz solo come fratello, e nulla di diverso.
Shiraz, innamorato, è affranto. Prima di lasciare la reggia, consegna a Khurram l'amuleto di Selima, che era rimasto in suo possesso. Non è difficile all'erudito/storico/indovino di corte riconoscere in esso il simbolo dell'imperatrice moghul Nur Jahan, madre della cosiddetta Selima, riconosciuta ora come la principessa Arjumand (più nota come Mumtāz Maḥal): di origine nobile e regale, quindi. Il suo matrimonio con Khurram (da allora conosciuto come imperatore Shah Jahan), può quindi aver luogo.
Passano 18 anni. Shiraz, che si è stabilito nella cittadina, è ora quasi cieco. E non va meglio a Selima (ora imperatrice Mumtāz Maḥal) che, dopo una lunga malattia, muore. Il marito, imperatore moghul Shah Jahan (il principe Khurram) vuole far costruire un mausoleo in sua memoria. Il vincitore della gara d'appalto non è nient'altri che Shiraz, che, nel buio della sua capacità visiva, ma nell'illuminazione della memoria, forgia un modello che, dopo qualche anno, si realizzerà nel Taj Mahal di Agra.

## Produzione
Himanshu Rai non è riuscito ad ottenere i finanziamenti sperati in India, ed ha quindi coprodotto il film con la propria casa di produzione Himansu Film, creata per l'occasione, con la tedesca UFA e con l'inglese British Instruction Films. L'équipe tecnica, prima di tutti il regista Franz Osten, è di provenienza europea, ma gli attori, così come l'opera teatrale che ha fornito la base per la sceneggiatura, sono indiani. Il target di Himanshu Rai era costituito sia dal pubblico occidentale, ai tempi, specialmente in Germania, particolarmente avido di drammi orientali, che dal pubblico indiano. Il fatto di utilizzare attori indiani gli permetteva di ottenere un "orientalismo autentico" in contrapposizioni ai film europei di argomento orientale dell'epoca.
Shiraz è stato interamente girato in India, in particolare a Agra, Bombay, Nuova Delhi, Jaipur, sull'isola di Elephanta e a Kolhapur, nel Maharashtra. La sua messa in scena grandiosa ha richiesto la partecipazione di migliaia di comparse, di 300 dromedari e 7 elefanti. Le condizioni climatiche e la polvere hanno creato enormi problemi per la realizzazione del film, quasi interamente girato in esterno. Per mantenere la pellicola ad una temperatura accettabile è stata utilizzata una gran quantità di ghiaccio.
Alla ricerca dell'autenticità, Franz Osten non ha fatto uso di illuminazione artificiale: per questo motivo la maggior parte delle scene sono state girate in esterni.

## Distribuzione

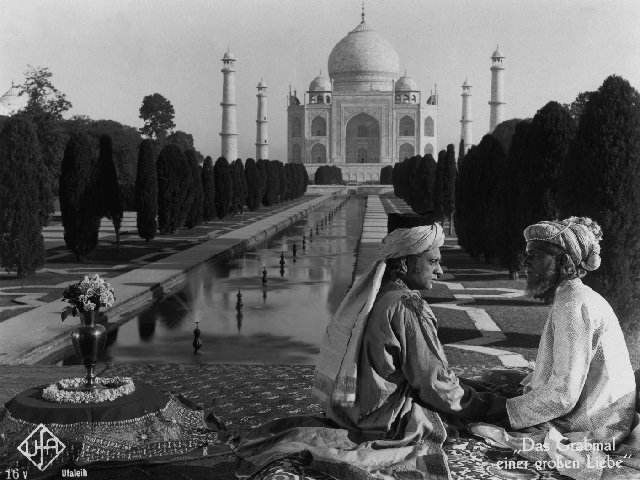
Himanshu Rai e Charu Roy in una scena del film

Il film è uscito nel Regno Unito nel dicembre del 1928; in Germania il 20 dicembre 1928 (prima rappresentazione all' Ufa-Palast am Zoo di Berlino); nell'India britannica (a Bombay) il 16 marzo 1929; negli Stati Uniti il 18 marzo 1929.
La pellicola di Shiraz è stata sottoposta a restauro nel 2017 ad opera del British Film Institute, ed è stata proiettata in un'occasione di gala al BFI London Film Festival, con una nuova musica di accompagnamento eseguita da Anoushka Shankar. Il critico cinematografico Peter Bradshaw, del Guardian, ha elogiato il film descrivendolo come "un'epica sorprendentemente ambiziosa con aspetti romantici." Nel tardo 2017 il film ha circolato in diverse località dell'India.

## Accoglienza
Il film è in generale stato accolto favorevolmente dalla critica. Così il critico del New York Times nel 1929: "Il film è di una affascinante bellezza. Anche nei passaggi più dimessi la magnifica architettura di Jaipur è un regalo per gli occhi, e ci si può istruire sulle usanze indù dei tempi andati." La critica indiana non è di diverso parere: l'Illustrated Weekly of India giudica il film "eccellente". La pellicola è stata un successo anche di pubblico in Europa, negli Stati Uniti ed in Australia. Non così però in India, dove è stata considerata di provenienza "straniera" e paragonata ad alcuni film locali dalla portata peraltro assai meno ambiziosa: Loves of a Moghul Prince (1928) di Charu Roy, e soprattutto Anarkali (1928) e Madhuri (1928) di R.S. Choudhary con Sulochana Latkar come protagonista.

## Versioni alternative
Sono state prodotte almeno tre versioni del film: la versione originale, di una lunghezza di 9525 piedi, una versione tedesca di 8402 piedi, ed una americana di circa 8402 piedi (80 minuti), che indica Victor A. Peers come co-regista. Shiraz è conservato in diverse cinemateche, fra cui quelle del British Film Institute e del National Film Archive of India a Pune, quest'ultimo con una versione di soli 7778 piedi. Attualmente la versione più completa del film è quella scoperta nel 2006 in Australia e custodita dalla National Film & Sound Archive di Canberra.